# ハーツ・ビート・ラウド たびだちのうた
『ハーツ・ビート・ラウド たびだちのうた』（原題:Hearts Beat Loud）は2018年にアメリカ合衆国で公開されたドラマ映画である。監督はブレット・ヘイリー、主演はニック・オファーマンとキアシー・クレモンズが務めた。

## ストーリー
フランク・フィッシャーは妻を自転車の事故で亡くしてからというもの、男手一つで娘のサムを育ててきた。フランクはミュージシャンとして活動していたが、さっぱり売れなかったため、レコード店の経営で生計を立てていた。しかし、その経営も上手く行っておらず、フランクは店を閉める決断を下した。サムは医学部に進学するために親元を離れることになっており、恋人のローズと残りの時間を過ごしたがっていた。ところが、フランクは娘との別れを惜しむあまり、しつこくサムと関わろうとするのだった。2人で楽器を演奏しているとき、サムは『ハーツ・ビート・ラウド』というタイトルの曲を書いていたことをフランクに明かした。2人はその曲をレコーディングした。フランクがサムに無断でそれをSpotifyにアップロードしたところ、予想をはるかに超える反響があった。
そこで、フランクはサムとデュオを組んで再び音楽活動に乗り出そうとしたが、医者になりたいサムは乗り気でなかった。バンドを組みたくないと言うサムを見て、フランクはバンド名として「バンドではない」を採用した。フランクがレコード店の閉鎖を題材に『Everything Must Go』という曲を書いていた頃、サムはフランクに内緒で『Blink (One Million Miles)』という曲を書いていた。その曲はサムとローズの関係を題材にしたものであった。ほどなくして、レコード店の土地の所有者であるレスリーがフランクを訪ねてきた。レスリーは「店を改築してカフェを併設すれば良い。そうすれば、客も確保できるだろうから、店を閉めずに済む」とフランクにアドバイスした。しかし、フランクは店を閉めるという決断を翻そうとはしなかった。
しばらくして、芸能事務所がフランクに接触してきた。フランクは念願のCDデビューのチャンスを掴んで舞い上がっていたが、サムにはデビューする気は毛頭なかった。フランクは「亡くなった母さんなら、デビューしろと言うはずだ」と言ったところ、サムは怒って店を飛び出してしまった。フランクは大いに落胆し、そのままレコード店最後の日を迎えることになった。

## キャスト
※ 括弧内は日本語吹き替え
- フランク・フィッシャー: ニック・オファーマン（宮内敦士）
- サム・フィッシャー: キアシー・クレモンズ（高垣彩陽）
- レズリー: トニ・コレット（山本留里佳）
- ローズ: サッシャ・レイン（AMI (TENDERLAMP)）
- デイヴ: テッド・ダンソン（廣田行生）
- マリアンヌ・フィッシャー: ブライス・ダナー（小夏ゆみこ）

## 製作
2017年7月17日、ブレット・ヘイリー監督の新作映画にキアシー・クレモンズが出演するとの報道があった。27日、トニ・コレット、ニック・オファーマン、ブライス・ダナー、テッド・ダンソン、サッシャ・レインがキャスト入りした。同日、キーガン・デウィットが本作で使用される楽曲を手掛けることになったとも報じられた。8月、本作の主要撮影がブルックリンで始まった。

## 公開・マーケティング
2018年1月24日、ガンパウダー&スカイが本作の全米配給権を購入したと報じられた。26日、本作はサンダンス映画祭でプレミア上映された。4月11日、本作のオフィシャル・トレイラーが公開された。

## 評価
本作は批評家から絶賛されている。映画批評集積サイトのRotten Tomatoesには146件のレビューがあり、批評家支持率は91%、平均点は10点満点で7.23点となっている。サイト側による批評家の見解の要約は「実に素晴らしい作品で、心地よい親しみやすさがある。『ハーツ・ビート・ラウド たびだちのうた』はニック・オファーマンとキアシー・クレモンズのケミストリーによって質を高められ、感じよい父娘ドラマを観客に提供している。」となっている。また、Metacriticには29件のレビューがあり、加重平均値は65/100となっている。